# Saint-Pierre-des-Loges
Saint-Pierre-des-Loges és un municipi francès situat al departament de l'Orne i a la regió de Normandia. L'any 2007 tenia 156 habitants.

## Demografia

### Població
El 2007 la població de fet de Saint-Pierre-des-Loges era de 156 persones. Hi havia 76 famílies de les quals 28 eren unipersonals (16 homes vivint sols i 12 dones vivint soles), 20 parelles sense fills, 24 parelles amb fills i 4 famílies monoparentals amb fills.
La població ha evolucionat segons el següent gràfic:
Habitants censats

### Habitatges
El 2007 hi havia 117 habitatges, 71 eren l'habitatge principal de la família, 43 eren segones residències i 3 estaven desocupats. 109 eren cases i 3 eren apartaments. Dels 71 habitatges principals, 60 estaven ocupats pels seus propietaris i 11 estaven llogats i ocupats pels llogaters; 4 tenien una cambra, 7 en tenien dues, 20 en tenien tres, 17 en tenien quatre i 23 en tenien cinc o més. 70 habitatges disposaven pel capbaix d'una plaça de pàrquing. A 38 habitatges hi havia un automòbil i a 29 n'hi havia dos o més.

### Piràmide de població
La piràmide de població per edats i sexe el 2009 era:
| Homes | Edats   | Dones |
| ----- | ------- | ----- |
| 0     | 95 o +  | 0     |
| 0     | 90 a 94 | 0     |
| 0     | 85 a 89 | 0     |
| 0     | 80 a 84 | 4     |
| 0     | 75 a 79 | 0     |
| 4     | 70 a 74 | 4     |
| 4     | 65 a 69 | 12    |
| 8     | 60 a 64 | 0     |
| 8     | 55 a 59 | 8     |
| 0     | 50 a 54 | 0     |
| 8     | 45 a 49 | 0     |
| 16    | 40 a 44 | 12    |
| 0     | 35 a 39 | 0     |
| 4     | 30 a 34 | 4     |
| 4     | 25 a 29 | 4     |
| 8     | 20 a 24 | 4     |
| 12    | 15 a 19 | 4     |
| 4     | 10 a 14 | 4     |
| 4     | 5 a 9   | 4     |
| 12    | 0 a 4   | 4     |

## Economia
El 2007 la població en edat de treballar era de 96 persones, 71 eren actives i 25 eren inactives. De les 71 persones actives 65 estaven ocupades (40 homes i 25 dones) i 6 estaven aturades (3 homes i 3 dones). De les 25 persones inactives 8 estaven jubilades, 4 estaven estudiant i 13 estaven classificades com a «altres inactius».

### Ingressos
El 2009 a Saint-Pierre-des-Loges hi havia 69 unitats fiscals que integraven 154 persones, la mediana anual d'ingressos fiscals per persona era de 17.553 €.

### Activitats econòmiques
Dels 2 establiments que hi havia el 2007, 1 era d'una empresa d'hostatgeria i restauració i 1 d'una entitat de l'administració pública.
L'únic servei als particulars que hi havia el 2009 era un restaurant.
L'any 2000 a Saint-Pierre-des-Loges hi havia 18 explotacions agrícoles que ocupaven un total de 385 hectàrees.

## Poblacions més properes
El següent diagrama mostra les poblacions més properes.